# Мір Хусейн
Мір Хусейн (1797 — 1826) — 3-й володар Бухарського емірату з жовтня до грудня 1826 року. Повне ім'я Мір Мухаммад Хусейн.

## Життєпис
Походив з династії мангитів. Старший син спадкоємця трону Хайдара. Народився 1797 року. Здобув гарну освіту, знав віршування, медицину, алхімію, астрологію, володів декількома іноземними мовами (арабською і перською). Номінально був призначений хакімом Керміна. 1800 року після сходження батька на трон зберіг посаду, але мешкав в Бухарі.
1821 року з початком повстання в регіоні Міанкаль китай-кипчаків призначається хакімом (намісником) Самарканду. Не виявив політичних та військових здібностей, дозволивши повстанню поширитися. Тому 1822 року позбавлений посади, відкликаний до Бухари. 1826 року після смерті батька став новим еміром.
Зберіг на посаді кушбегі Хакіма, який мав значний вплив на еміра. Панував лише 2 місяці і 14 днів. Помер у грудні 1826 року, можливо його було отруєно кушбегі у змові з братом Насруллою. Новим еміром став його брат Мір Умар.